# Alex Kingston
Alexandra Elizabeth Kingston (Epsom, 11 de março de 1963) é uma atriz britânica. Ativa desde o início dos anos 1980, Kingston tornou-se conhecida por seu trabalho na televisão na Grã-Bretanha e nos Estados Unidos na década de 1990, incluindo sua interpretação do papel-título na minissérie britânica The Fortunes and Misfortunes of Moll Flanders (1996) e seu papel regular como dra. Elizabeth Corday no drama médico da NBC ER (1997-2004).
Créditos posteriores de Kingston incluem o papel recorrente de River Song na série de ficção científica da BBC Doctor Who (2008-2015), Mrs. Bennet na fantasia-drama Lost in Austen (2008) da ITV1 e Dinah Lance na série dramática de ficção de super-heróis da The CW Arrow (2013-2016).

## Infância
Kingston nasceu e foi criada em Epsom, Surrey,filha de Anthony Kingston, um açougueiro inglês e sua esposa alemã Margarethe (nascida Renneisen). A tataravó de Kingston era judia, uma ascendência que Kingston explorou na série Who Do You Think You Are?. O tio de Kingston, irmão mais novo de sua mãe, é o ator Walter Renneisen. Suas irmãs mais novas são Susie, que é mental e fisicamente dificiente devido à privação de oxigênio no nascimento, e Nicola, uma ex-atriz que apareceu na produção de TV britânica de 1996 de The Fortunes and Misfortunes of Moll Flanders, em que Kingston estrelou.
Kingston foi inspirada a seguir a carreira de atriz por um de seus professores na Rosebery School for Girls. Kingston fez o teste e atuou na produção Surrey County Youth Theatre de Tom Jones como a Sra. Fitzpatrick, ao lado de Sean Pertwee como o Capitão Fitzpatrick e Thwackum interpretado por Tom Davison. Mais tarde, ela completou um programa de três anos na Royal Academy of Dramatic Art e passou a se juntar Royal Shakespeare Company.

## Carreira
Kingston apareceu em uma série de dramas de televisão produzidos na Inglaterra, incluindo Grange Hill, Crocodile Shoes, The Fortunes and Misfortunes of Moll Flanders, The Knock e vários papéis especiais em The Bill.
Os créditos cinematográficos da Kingston incluem The Cook, the Thief, His Wife & Her Lover(1989), A Pin for the Butterfly (1994), The Infiltrator (1995), Croupier (1998), Essex Boys (2000), Boudica (Warrior Queen nos EUA) (2003), em que ela interpretou a homônima Boudica, Sweet Land (2005) e Crashing (2007).
Em Setembro de 1997, Kingston ganhou fama na televisão norte-americana após ser escalada para o drama médico ER. Sua primeira aparição foi na estreia da quarta temporada, no premiado episódio ao vivo "Ambush", como a cirurgiã britânica, Elizabeth Corday. Kingston desempenhou esse papel por pouco mais de sete temporadas, saindo em outubro de 2004 com o episódio "Fear" da 11ª temporada, depois que seu contrato não foi renovado. Kingston, que tinha 41 anos na época, criticou a mudança como preconceito de idade, afirmando que "aparentemente, eu, de acordo com os produtores e os roteiristas, faço parte dos velhos confusos que não são mais interessantes".
Na Primavera de 2009, Kingston voltou para ER durante sua 15ª e útilma temporada para dois episódios, Dream Runner e o final da série de duas horas "And in the End...".
Em novembro de 2005, Kingston estrelou o drama de mistério de longa duração, Without a Trace, no episódio da 4ª temporada, "Viuda Negra" (espanhol para "viúva negra"). O episódio foi dirigido pelo ex-companheiro de elenco de ER Paul McCrane. Ela interpretou Lucy Costin, uma turista rica dos Estados Unidos, cujo marido é sequestrado por uma gangue de rua mexicana na última noite de sua lua de mel.
Em 2006, Kingston estrelou como enfermeira Ratched, contracenando com Christian Slater como Randle Patrick McMurphy, na produção de West End do Garrick Theatre de One Flew Over the Cuckoo's Nest. Kingston revelou que ela fez o teste para o papel de Lynette Scavo em Desperate Housewives da ABC, por ser muito curvilínea. Em uma entrevista de 2006, ela admitiu que considerou e quase tentou o suicídio após sua separação com seu ex-marido Ralph Fiennes.
Em 2008, Kingston estrelou como atriz convidada na quarta série do programa de televisão de ficção científica Doctor Who, na história de duas partes Silence in the Library/Forest of the Dead, como River Song. Ela reprisou o papel em quinze episódios entre 2008 e 2015. Kingston diz que pensou que seu papel foi apenas um caso, mas ficou encantada por ela voltar a ser uma personagem. Kingston voltou como personagem no especial de Natal 2015 "The Husbands of River Song". Foi sua primeira aparição ao lado de Peter Capaldi, como Décimo segundo Doctor. Ela repetiu o papel em uma série de peças de áudio da Big Finish Productions no início de 2015. A personagem, desde então, fez uma aparição em outras propriedades baseadas em Doctor Who produzidas pela empresa. Em fevereiro de 2021, foi anunciado que Kingston havia escrito um romance apresentando River Song. O livro, intitulado The Ruby's Curse, será lançado em maio de 2021.
Em setembro de 2008, Kingston fez o papel da Sra. Bennet na aclamada produção de quatro partes Lost in Austen da ITV, que é baseado em Orgulho e Preconceito de Jane Austen. Em outubro do mesmo ano, Kingston apareceu no drama de procedimento policial CSI: Crime Scene Investigation no episódio Art Imitates Life, da 9ª Temporada, como Patricia Alwick, uma psiquiatra e conselheira do luto que ajuda a equipe a lidar com a recente morte do membro do CSI Warrick Brown.
Em fevereiro de 2009, Kingston interpretou Miranda Pond, uma advogada de defesa em dois episódios do drama jurídico 
Law & Order: Special Victims Unit. Este convidado local reuniu Kingston com sua ex-coleta de elenco de ER, Mariska Hargitay. Em junho, Kingston estrelou como a personagem principal Ellie Lagden, um dos quatro ex-presidiários na série dramática Hope Springs da BBC One, até o seu cancelamento em julho. Em setembro daquele ano, ela teve um papel recorrente em FlashForward, interpretando a inspetora Fiona Banks.
Em 2010, Kingston voltou para Law & Order: Special Victims Unit no episódio "Trophy" da 12ª Temporada, que reuniu Kingston com sua ex-colega de elenco em ER Maria Bello.
Em 2011, Kingston fez parte do elenco da série sobrenatural britânica Marchlands, interpretando Helen Maynard. Ela também estrelou em Private Practice, spin-off de Grey's Anatomy, como Marla Tompkins, uma psiquiatra que escreve resenhas de livros para jornais. Kingston apareceu em Intriga e Amor de Friedrich Schiller, no Donmar Warehouse, em Londres.
No início de 2013, Kingston apareceu em Arrow, interpretando a Professora Dinah Lance, a mãe de Laurel e Sara Lance.
Em julho de 2013, Kingston interpretou Lady Macbeth ao lado de Kenneth Branagh em Macbeth no Manchester International Festival. Sua atuação foi transmitida para os cinemas em 20 de julho, como parte do National Theatre Live. Ela reprisou a performance de Branagh no Park Avenue Armory em junho de 2014. Foi sua estréia no palco em Nova York.
Em setembro de 2014, Kingston estrelou com Ruth Hattersley, uma analista que trabalhava para o Departamente de Pessoas Desaparecidas na minissérie Chasing Shadows da ITV.

## Vida Pessoal
Kingston conheceu o ator inglês Ralph Fiennes quando ambos eram estudantes na Royal Academy of Dramatic Art. Eles estiveram juntos por dez anos antes de se casarem em 1993. Em 1995, Fiennes começou um caso com sua co-estrela de Hamlet, Francesca Annis, e deixou Kingston no ano seguinte; eles se divorciaram em 1997.
No final de 1998, Kingston casou-se com o escritor alemão e jornalista freelance Florian Haertel, tendo-o conhecido no ano anterior em um encontro às cegas arranjado por amigos; eles tem uma filha juntos, Salome Violeta Haertel, nascida em 28 de março de 2001. Kingston e Haertel se separaram em 2009. Em 30 de outubro de 2009, Haertel processou Kingston pela dissolução do casamento, e o divórcio foi finalizado em 2013. Kingston se casou com o produtor de televisão Jonathan Stamp em 2015.
Kingston morou nos Estados Unidos, e voltou para o Reino Unido em 2019.
Kingston apareceu na série genealógica da BBC Who Do You Think You Are? em setembro de 2012, investigando a vida de seu bisavô Will Keevil e sua bisavó quatro vezes, Elizabeth Braham.

## Filmografia

### Filmes
| Ano  | Titulo                                    | Papel                     | Notas         |
| ---- | ----------------------------------------- | ------------------------- | ------------- |
| 1980 | The Wildcats of St. Trinian's             | Estudante                 | Não creditado |
| 1989 | The Cook, the Thief, His Wife & Her Lover | Adele                     |               |
| 1994 | A Pin for the Butterfly                   | Mrs. Solomon              |               |
| 1995 | Carrington                                | Frances Partridge         |               |
| 1996 | Saint-Ex                                  | Convidada da festa chique |               |
| 1998 | Croupier                                  | Jani de Villiers          |               |
| 1999 | This Space Between Us                     | Peternelle                |               |
| 2000 | Essex Boys                                | Lisa Locke                |               |
| 2005 | Sweet Land                                | Brownie                   |               |
| 2006 | Alpha Dog                                 | Tiffany Hartunian         |               |
| 2007 | Crashing                                  | Diane Freed               |               |
| 2009 | Sordid Things                             | Eve Manchester            |               |
| 2011 | Like Crazy                                | Jackie                    |               |
| 2011 | Ghost Phone: Phone Calls from the Dead    | Sheila                    |               |
| 2013 | Bukowski                                  | Katharina Bukowski        |               |
| 2013 | National Theatre Live: Macbeth            | Lady Macbeth              |               |
| 2018 | Deadpan                                   | Tamara                    | Baixa         |

### Televisão
| Ano             | Titulo                                        | Papel                             | Notas                                           |
| --------------- | --------------------------------------------- | --------------------------------- | ----------------------------------------------- |
| 1980            | Grange Hill                                   | Jill Harcourt                     | 3 episódios                                     |
| 1986            | Henry's Leg                                   | Noreen                            | Minissérie                                      |
| 1987            | A Killing on the Exchange                     | Ellen                             | Minissérie                                      |
| 1988–1995       | The Bill                                      | Dr. Howard / Lisa / Maggie Fisher | 4 episódios                                     |
| 1989            | Hannay                                        | Kirsten Larssen                   | Episódio: "The Terrors of the Earth"            |
| 1989            | The Play on One                               | Daniella                          | Episódio: "These Foolish Things"                |
| 1992            | Covington Cross                               | Helen                             | Episódio: "Cedric Hits the Road"                |
| 1993            | Foreign Affairs                               | Atriz                             | Filme de TV                                     |
| 1993            | Soldier Soldier                               | Ursula Kröhling                   | Episódio: "Camouflage"                          |
| 1994            | Woman of the Wolf                             | Mulher (voz)                      | Filme de TV                                     |
| 1994            | Crocodile Shoes                               | Caroline Carrison                 | 5 episódios                                     |
| 1995            | The Infiltrator                               | Anna                              | Filme de TV                                     |
| 1996            | The Knock                                     | Katherine Roberts                 | 13 episódios                                    |
| 1996            | The Fortunes and Misfortunes of Moll Flanders | Moll Flanders                     | TV serial                                       |
| 1997            | Weapons of Mass Distraction                   | Verity Graham                     | Filme de TV                                     |
| 1997–2004, 2009 | ER                                            | Dr. Elizabeth Corday              | 160 episódios                                   |
| 2003            | Boudica                                       | Boudica                           | Filme de TV também conhecido como Warrior Queen |
| 2005            | The Poseidon Adventure                        | Suzanne Harrison                  | Filme de TV                                     |
| 2005            | Without a Trace                               | Lucy Costin                       | Episódio: "Viuda Negra"                         |
| 2008            | Freezing                                      | Serena Wilson                     | Episódio #1.3                                   |
| 2008            | Lost in Austen                                | Mrs. Bennett                      | Minissérie                                      |
| 2008            | CSI: Crime Scene Investigation                | Patricia Alwick                   | Episódio "Art Imitates Life"                    |
| 2008–2015       | Doctor Who                                    | River Song                        | 15 episódios                                    |
| 2009            | Hope Springs                                  | Ellie Lagden                      | 8 espisódios                                    |
| 2009–2010       | FlashForward                                  | Fiona Banks                       | 3 episódios                                     |
| 2009–2010       | Law & Order: Special Victims Unit             | Miranda Pond                      | 4 episódios                                     |
| 2010            | Ben Hur                                       | Ruth                              | Minissérie                                      |
| 2011            | Private Practice                              | Dr. Marla Thomkins                | 2 episódios                                     |
| 2011            | Marchlands                                    | Helen Maynard                     | Minissérie                                      |
| 2012            | Upstairs Downstairs                           | Dr. Blanche Mottershead           | 5 episódios                                     |
| 2012            | Who Do You Think You Are?                     | Ela mesma                         | Episódio: "Alex Kingston"                       |
| 2012            | NCIS                                          | Miranda Pennebaker                | Episódio: "Gone"                                |
| 2013–2016       | Arrow                                         | Dinah Lance                       | 7 episódios                                     |
| 2014            | Chasing Shadows                               | Ruth Hattersley                   | Minissérie                                      |
| 2015            | American Odyssey                              | Jennifer Wachtel                  | 2 episódios                                     |
| 2016            | Blue Bloods                                   | Comandante Sloane Thompson        | Episódio: "Friends in Need"                     |
| 2016            | Transformers: Rescue Bots                     | Quickshadow (voz)                 | 5 episódios                                     |
| 2016            | Shoot the Messenger                           | Mary Foster                       | 8 episódios                                     |
| 2016            | Gilmore Girls: A Year in the Life             | Naomi Shropshire                  | Minissérie                                      |
| 2016            | Crushed                                       | Cricket Stella                    | série de TV                                     |
| 2017            | Penn Zero: Part-Time Hero                     | Vlurgen (voz)                     | Episódio: "Mr. Rippen"                          |
| 2018–2022       | A Discovery of Witches                        | Sarah Bishop                      | 7 episódios                                     |
| 2019            | The Widow                                     | Judith Gray                       | 8 episódios                                     |

### Video games
| Ano  | Titulo                         | Personagem |
| ---- | ------------------------------ | ---------- |
| 2012 | Doctor Who: The Eternity Clock | River Song |

## Prêmios e indicações
| Ano  | Prêmio                                           | Categoria                                                       | Para                                          | Resultado |
| ---- | ------------------------------------------------ | --------------------------------------------------------------- | --------------------------------------------- | --------- |
| 1997 | British Academy Television Awards                | BAFTA de Melhor Atriz em Televisão                              | The Fortunes and Misfortunes of Moll Flanders | Indicado  |
| 1998 | Prémios Screen Actors Guild                      | Prémio Screen Actors Guild para melhor elenco em série de drama | ER                                            | Venceu    |
| 1999 | Prémios Screen Actors Guild                      | Prémio Screen Actors Guild para melhor elenco em série de drama | ER                                            | Venceu    |
| 2000 | Prémios Screen Actors Guild                      | Prémio Screen Actors Guild para melhor elenco em série de drama | ER                                            | Indicado  |
| 2001 | Prémios Screen Actors Guild                      | Prémio Screen Actors Guild para melhor elenco em série de drama | ER                                            | Indicado  |
| 2008 | Prêmio Doctor Who Magazine                       | Melhor atriz convidada                                          | Doctor Who                                    | Venceu    |
| 2009 | TV Land Awards                                   | Prêmio Ícone                                                    | ER                                            | Venceu    |
| 2010 | Prêmio Doctor Who Magazine                       | Melhor atriz coadjuvante                                        | Doctor Who                                    | Venceu    |
| 2012 | SFX Awards                                       | Melhor atriz                                                    | Doctor Who                                    | Venceu    |
| 2013 | Torneio feminino favorito dos fãs da Anglophenia | Mulher do ano                                                   | Ela mesma                                     | Venceu    |
| 2016 | Prêmio Saturno                                   | Melhor desempenho convidado em uma série de televisão           | The Husbands of River Song                    | Indicado  |